# Jeskynní chrám Dambulla
Jeskynní chrám Dambulla, známý také jako Zlatý chrám Dambulla, je chrám ležící v centrální části Srí Lanky nedaleko města Dambulla. Nachází se 148 km východně od Kolomba a 72 km severně od Kandy. Jako poutnické místo funguje již nejméně 22 století, buddhistické rituální praktiky se zde provozují dodnes. Je to jeden z nejrozsáhlejších a nejlépe zachovaných jeskynních chrámů na Srí Lance. Je zde velké množství nástěnných maleb a převážně buddhistických, ale i hinduistických soch. Chrám sestává z pěti hlavních svatostánků v pěti jeskyních různých velikostí.
Tento chrám byl místem bojů v letech 1919 a 1984. Od roku 1991 je celý jeskynní komplex zapsán na Seznamu světového dědictví UNESCO.

## Fotogalerie

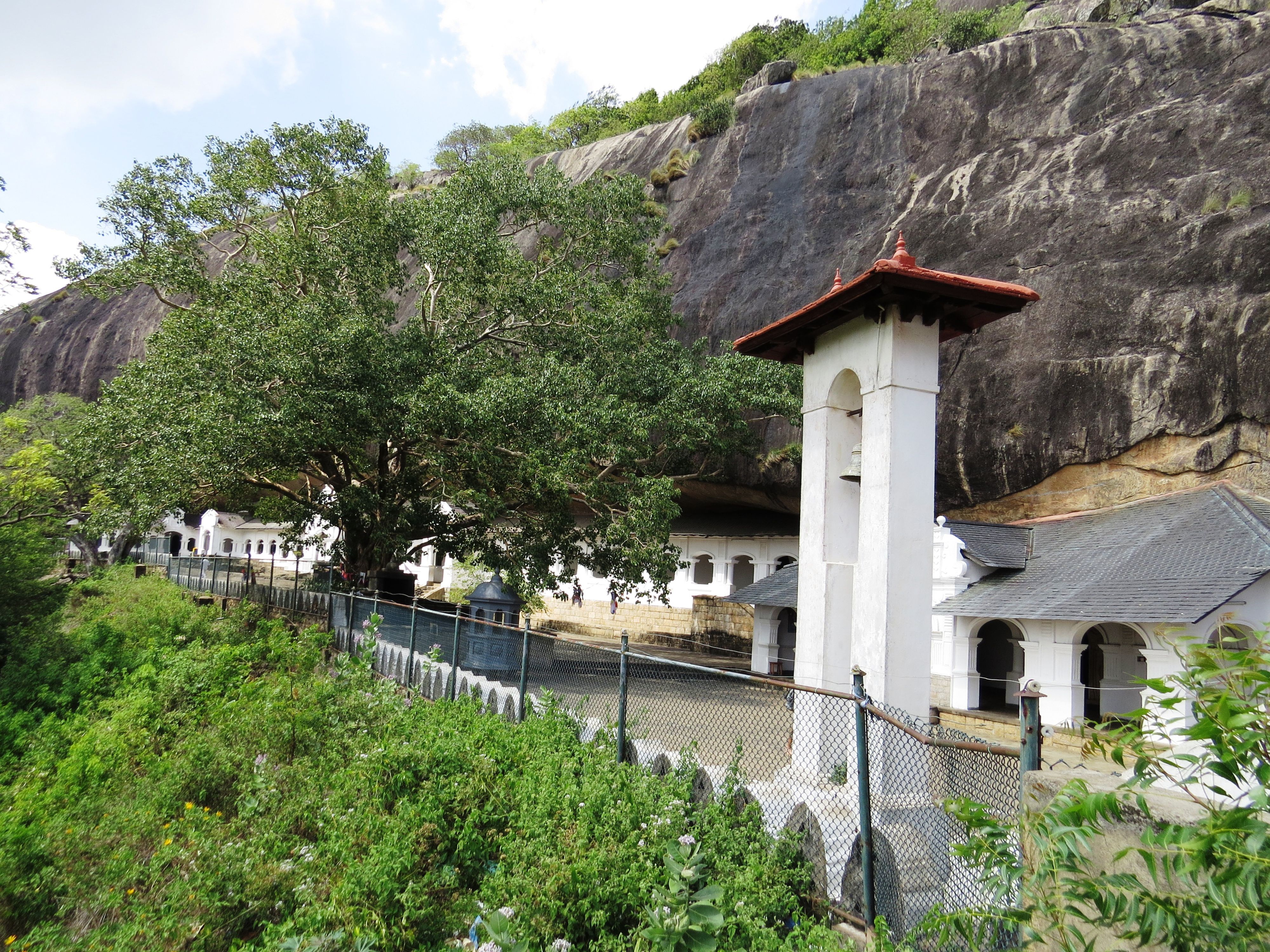
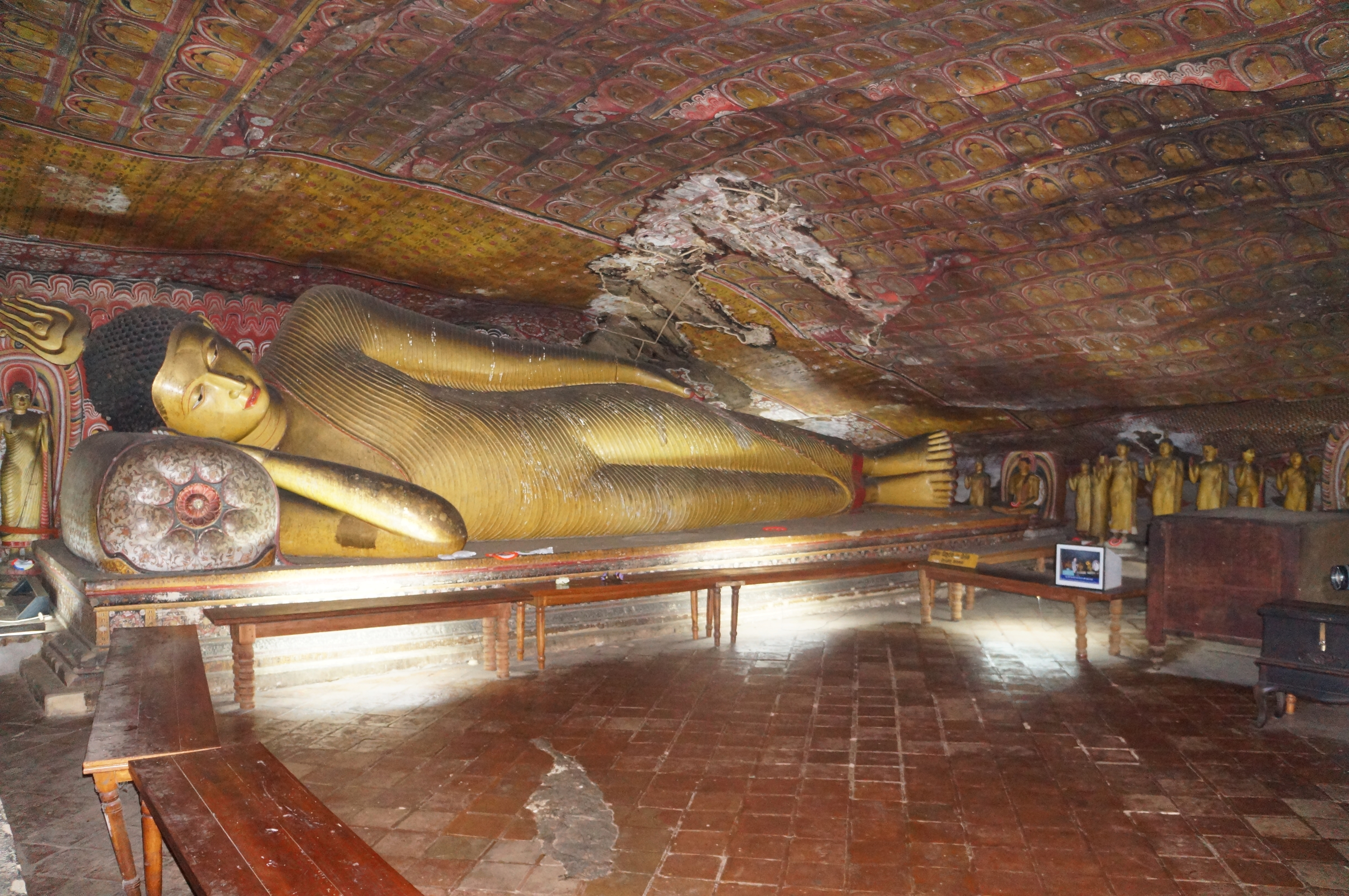
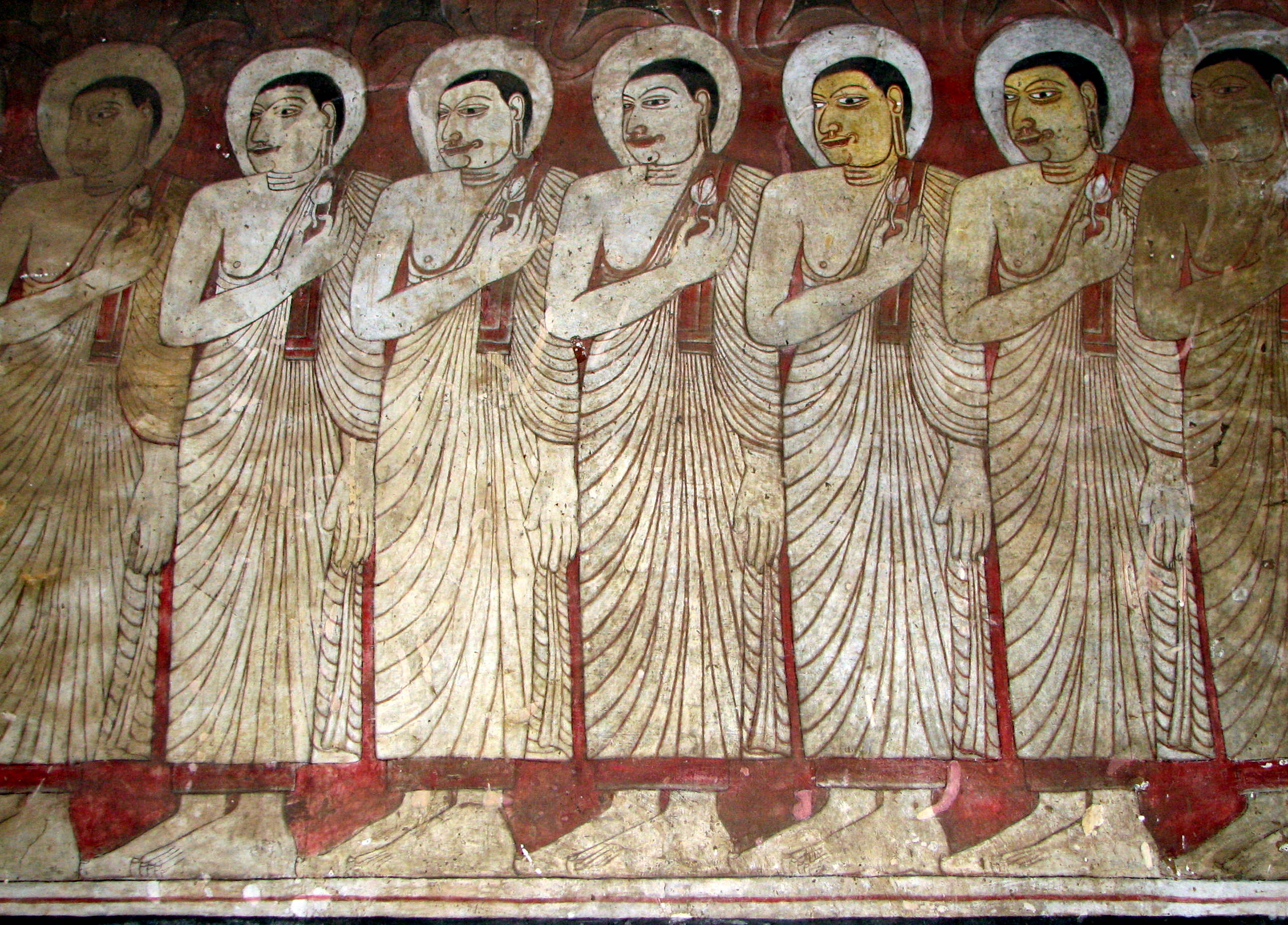
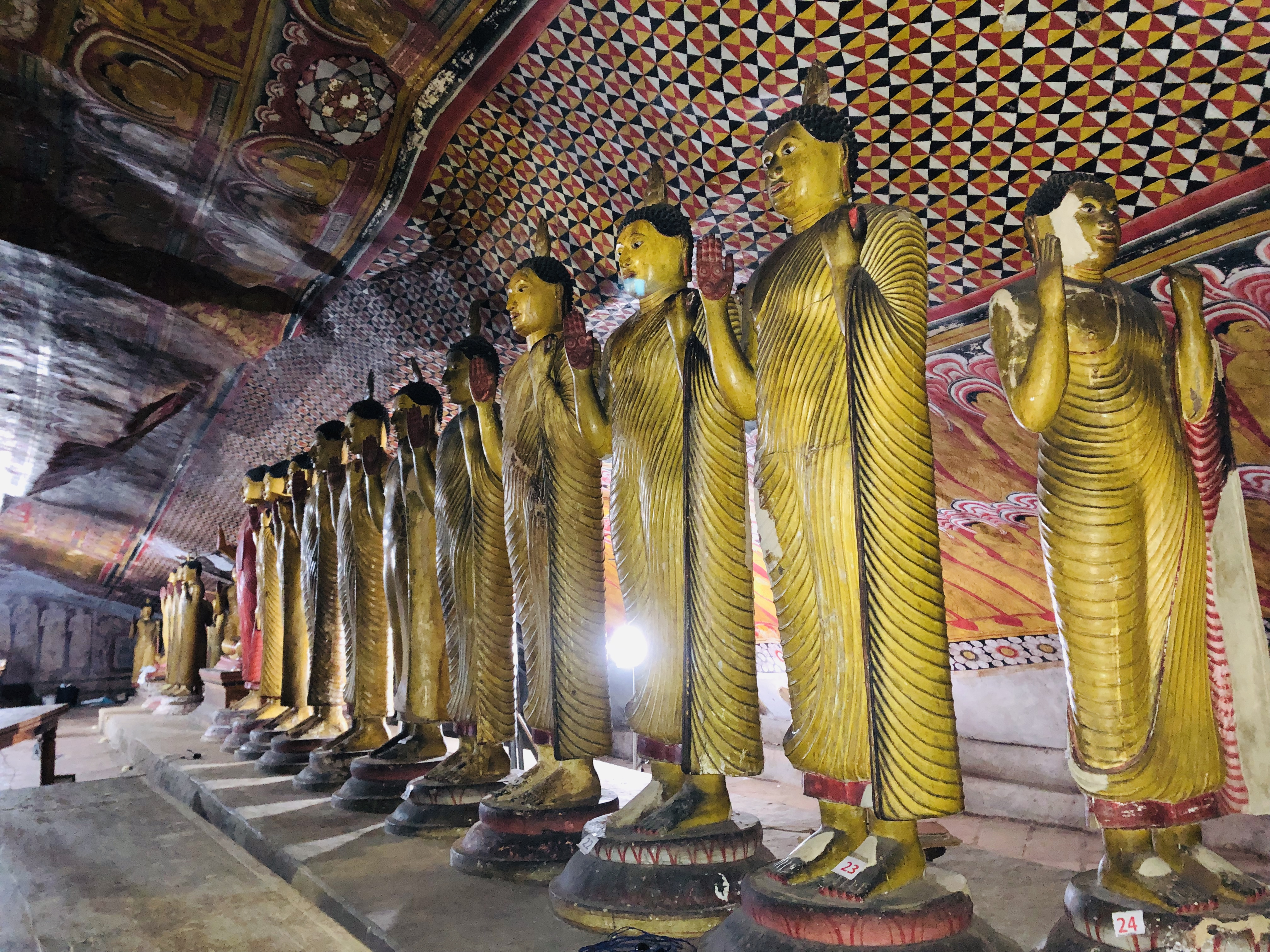
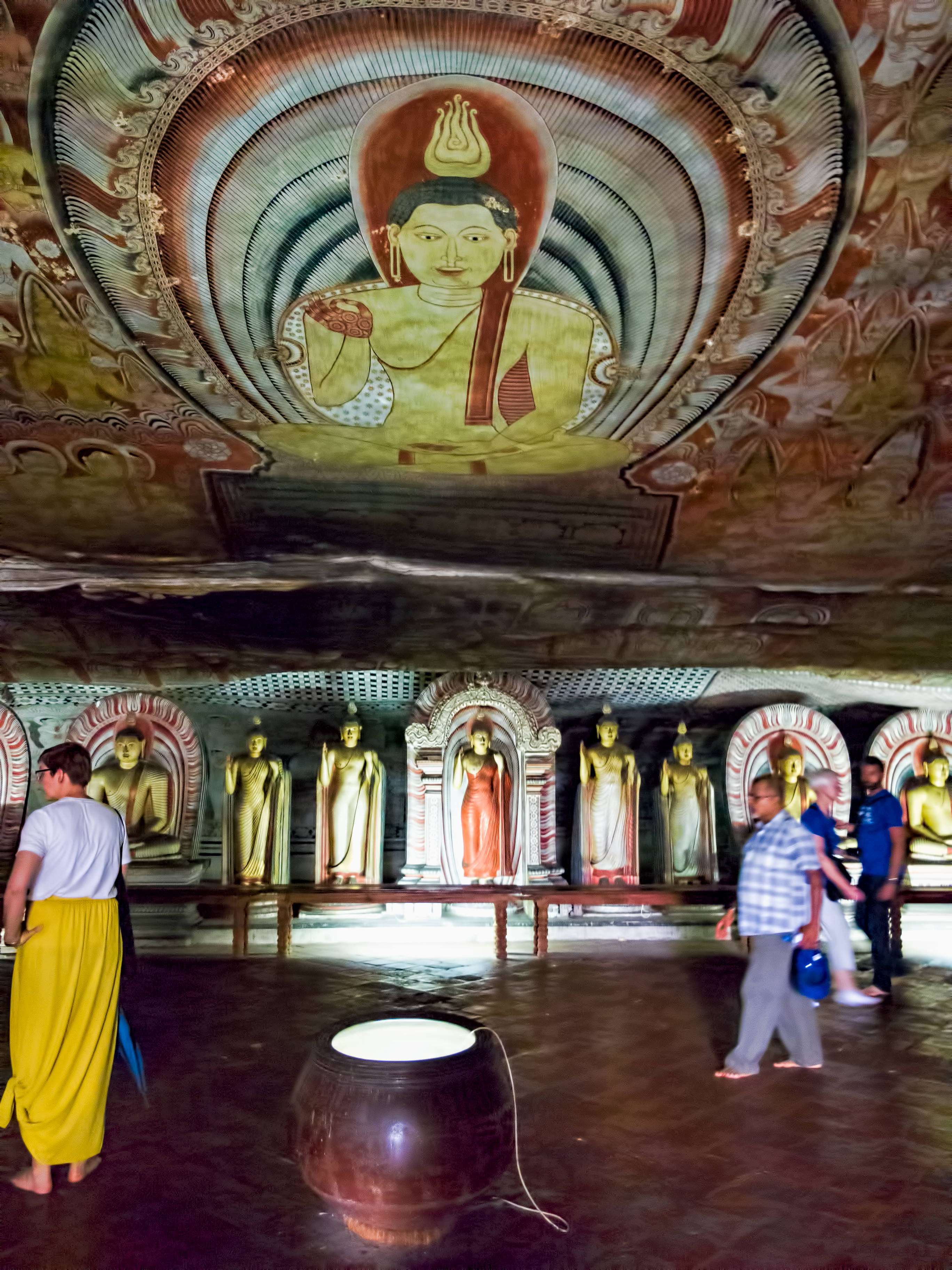